# Klaus Tschütscher
Klaus Tschütscher, född den 8 juli 1967, är en liechtensteinsk politiker (Fosterlandsunionen) och var landets premiärminister mellan den 25 mars 2009 och 27 mars 2013. Han är gift, har två barn och bor i Ruggell.

## Bakgrund och politik
Tschütscher gick grundskola och gymnasium i huvudstaden Vaduz och studerade därefter juridik vid Sankt Gallens Universitet mellan 1987 och 1993, han blev doktor i juridik 1996.
I 2005 års val förlorade Progressiva folkpartiet sin absoluta majoritet och tvingades att bilda en koalitionsregering tillsammans med Fosterlandsunionen. Tschütscher blev vice premiärminister i Otmar Haslers regering med ansvar för juridik, ekonomi och sport. I 2009 års val vann Fosterlandsunionen och Klaus Tschütscher tillträdde som premiärminister den 25 mars samma år.